# Антисциентизм
Антисциенти́зм (от др.-греч. ἀντι- — против и лат. scientia — знания) — философско-мировоззренческая позиция, противостоящая сциентизму, заключающаяся в критическом отношении к науке, её положению в культуре и её возможностям познания, различающаяся по степени критичности от умеренного отношения до враждебного.

## Виды антисциентизма
Степень критичности по отношению к науке довольно значительно варьируется в различных видах антисциентизма. Умеренный антисциентизм выступает, скорее, не против науки как таковой, а против агрессивного сциентизма, абсолютизации науки, гипертрофирования её практических, социальных и познавательных возможностей. С позиций гуманизма антисциентисты подчёркивают необходимость разнообразия человеческого опыта и мировоззрения, не считая возможным принижать значимость отличных от науки видов культурной деятельности человека (искусства, религии, философии, обыденного сознания и т. д.). Вместе с тем представители умеренного антисциентизма делают акцент на том, что наука фактически незаменима в вопросах поддержания социального и познавательного прогресса.

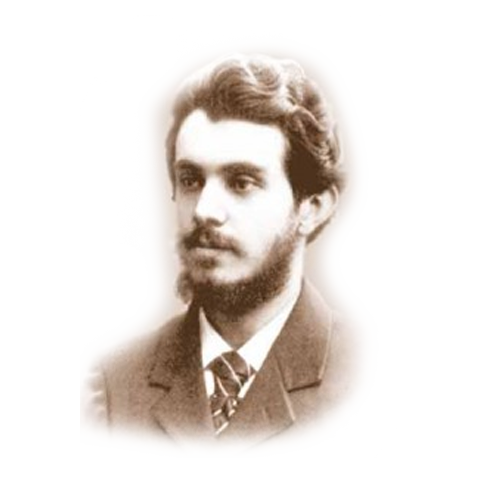
Николай Бердяев

Критика науки в целом является отличительной характеристикой радикального антисциентизма, который в своих крайних проявлениях представляет науку как враждебную по отношению к человеческой свободе силу, то есть рассматривает науку с экзистенциалистско-персоналистических позиций (например, Н. А. Бердяев, Л. И. Шестов). Критики от радикального антисциентизма особо отмечают неминуемые негативные последствия от использования таких результатов научной деятельности как средства массового уничтожения, ставящие под риск существование самого человечества. Они также обращают внимание на техногенные катастрофы и значительное увеличение экологического воздействия на природу, вызванные техническим и технологическим прогрессом, который требует огромных энергетических затрат для поддержания своего функционирования. Религиозный антисциентизм делает упор на том, что мотивация научного познания должна определяться религиозным мировоззрением.
Антисциентистские тенденции прослеживаются в таких философских школах, как неотомизм, экологизм, экзистенциализм. Постмодернизм, философия жизни, герменевтика и структурализм также содержат элементы антисциентизма. Они подчеркивают ограничения научного познания и исследуют альтернативные способы интерпретации мира и человеческой реальности.

## Антисциентизм и наука
Ранние виды антисциентизма базировались на отличных от науки формах познания, таких как религия, искусство, нравственность. В современном мире антисциентические тенденции возникают также при критическом самоанализе самой науки. В качестве примера можно привести критику науки как «мифа современности» постпозитивистом Полом Фейерабендом.
Некоторые современные варианты антисциентизма обращают внимание на противоречивость научно-технического прогресса, который приводит, с одной стороны, к несомненным успехам, а с другой — влечёт за собой разрушительные последствия. Выдвигается требование, что наука должна нести за это ответственность. Такая разновидность антисциентической критики позволяет оценить роль и возможности науки с различных точек зрения, в том числе подчеркнуть значимость этических аспектов в научной деятельности.